# Haworth, England
Haworth är en ort i civil parish Haworth and Stanbury, i distriktet Bradford, i Storbritannien. Den ligger i grevskapet West Yorkshire och riksdelen England, i den centrala delen av landet, 280 km norr om huvudstaden London. Haworth ligger 177 meter över havet och antalet invånare är 6 213. Haworth var en civil parish 1866–1938 när blev den en del av Keighley. Civil parish hade 5 911 invånare år 1931.
Terrängen runt Haworth är kuperad åt nordväst, men åt sydost är den platt. Haworth ligger nere i en dal.Runt Haworth är det tätbefolkat, med 530 invånare per kvadratkilometer. Närmaste större samhälle är Bradford, 13,4 km öster om Haworth. Trakten runt Haworth består i huvudsak av gräsmarker.